# Anthocharis sara
Espèce
Anthocharis sara est une espèce de lépidoptères (papillons) de la famille des Pieridae, de la sous-famille des Pierinae et du genre Anthocharis.

## Dénomination

### Noms vernaculaires
Anthocharis sara se nomme Sara's Orange Tip ou Pacific Orange Tip en anglais.

### Sous-espèces
Selon ITIS (6 juin 2018) :
- Anthocharis sara alaskensis Gunder, 1932 présente au Canada
- Anthocharis sara browningi Skinner, 1905
- Anthocharis sara flora W. G. Wright, 1892 présente au Canada en Colombie-Britannique
- Anthocharis sara gunderi Ingham, 1933
- Anthocharis sara inghami Gunder, 1932
- Anthocharis sara julia W. H. Edwards, 1872
- Anthocharis sara pseudothoosa Austin in T. Emmel, 1998
- Anthocharis sara sara Lucas, 1852
- Anthocharis sara stella W. H. Edwards, 1879
- Anthocharis sara sulfuris Pelham, 2008
- Anthocharis sara thoosa (Scudder, 1878) présente des Montagnes Rocheuses jusqu'au Mexique[2].

## Description
Anthocharis sara présente le même dimorphisme sexuel que les autres papillons « Aurore » : les ailes antérieures du mâle ont un apex orange moins intense sur le revers. Le revers des ailes postérieures est marbré de vert.

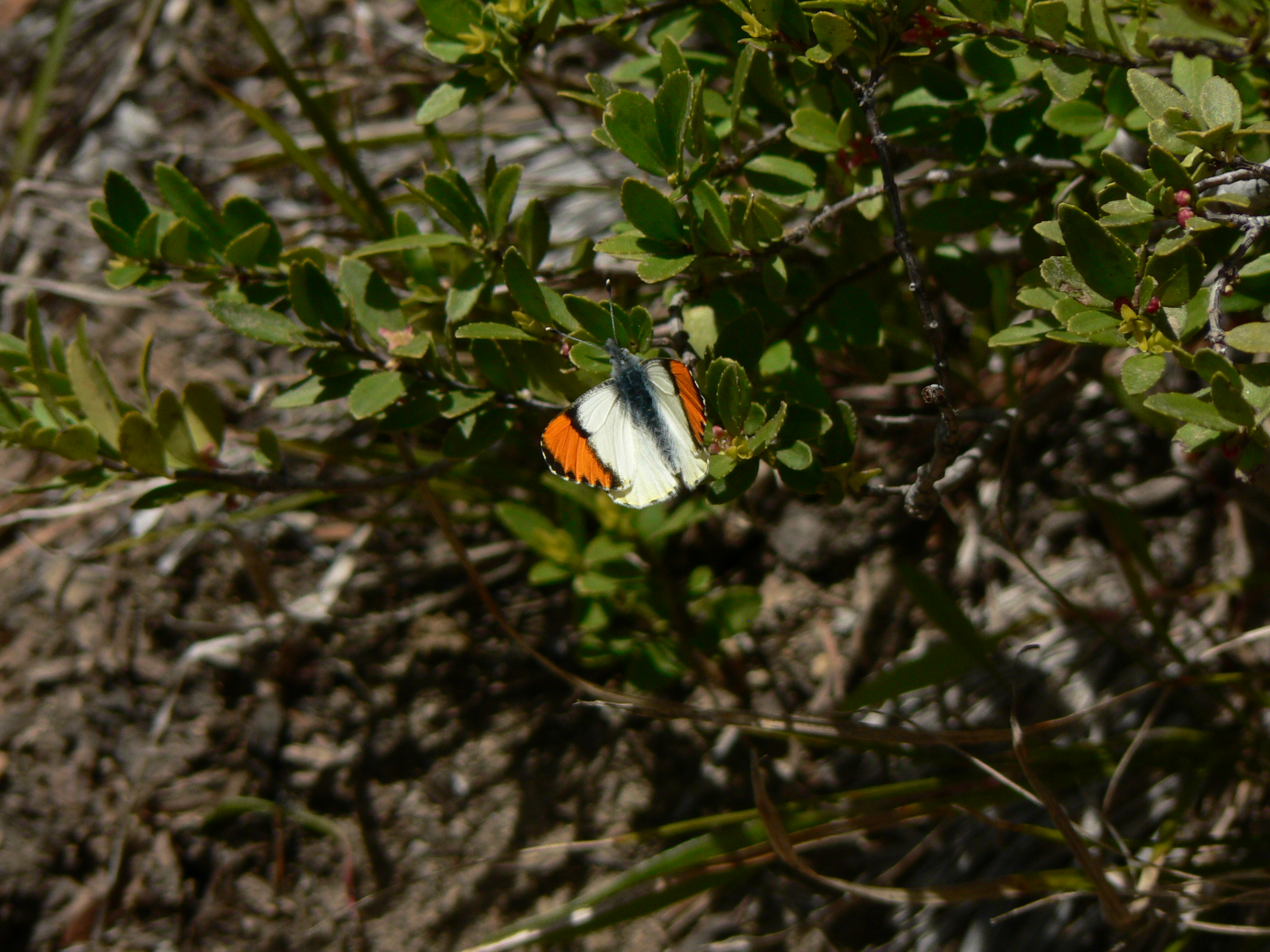
Anthocharis sara

## Biologie

### Chenille
La chenille est verte avec une bande crème.

### Période de vol et hivernation
Vole de mars à juin au Canada en une seule génération, mais en deux générations de février à avril puis de mai à juin en Californie.
C'est la chrysalide qui hiverne.

### Plantes hôtes
Les plantes hôtes de la chenille sont des moutardes.

## Écologie et distribution
Anthocharis sara est présente dans l'ouest de l'Amérique du Nord de l'Alaska au Mexique.

### Protection
Pas de statut de protection particulier.

## Philatélie
Ce papillon figure sur une émission de Cuba de 1984 (valeur faciale : 3 c.).